# موتور جهاد (بمبور الغربي)
موتور جهاد (بالإنجليزية: Mowtowr-e Jahad, Bampur)‏ هي منطقة سكنية تقع في إيران في سيستان وبلوتشستان.